# Shirley Henderson
Shirley Henderson (Forres, Moray, 24 de noviembre de 1965) es una actriz británica.

## Biografía
Es la mayor de tres hermanas.
A los 17 años, Shirley se mudó a Londres donde pasó tres años en el "Guildhall School of Music and Drama" de donde se graduó en 1986.

## Carrera
En 1995 se unió al elenco de la serie Hamish Macbeth, donde interpretó a Isobel Sutherland, una reportera del Lochdubh Listener que está enamorada del oficial Hamish Macbeth (Robert Carlyle), hasta 1997.
En 1999 se unió al elenco de la película Topsy-Turvy, donde dio vida a la cantante de ópera y actriz inglesa Leonora Braham, quien interpreta a "Yum-Yum".
En 2002 interpretó por primera vez al fantasma Myrtle la llorona en la película Harry Potter and the Chamber of Secrets. Ese mismo año apareció en la película 24 Hour Party People, donde dio vida a Lindsay Wilson, la primera esposa de Tony Wilson (Steve Coogan).
En 2003 dio vida a Sally la hermana de Deirdre (Kelly Macdonald) en la película Intermission. 
Ese mismo año se unió al elenco de la miniserie Charles II: The Power & the Passion donde interpretó a Catharine de Braganza.
En 2005 apareció por última vez como Myrtle en la película Harry Potter and the Goblet of Fire.
En 2006 dio vida a la princesa Sophie de Francia en la película Marie Antoinette.
En 2007, actuó en Wild Child, junto a Emma Roberts, interpretando a Matron. En 2013 se unió al elenco de la miniserie Southcliffe donde interpretó a Claire Salter, una asistente social cuya vida cambia cuando Stephen Morton (Sean Harris) uno de los residentes locales del pueblo comienza a dispararle a varios de los residentes.
En 2014 apareció en la miniserie Jamaica Inn donde interpretó a Hannah Davey, la hermana de Francis Davey (Ben Daniels).
En agosto de 2015 se anunció que Shirley se había unido al elenco de la segunda temporada de la serie Happy Valley.

## Filmografía

### Series de televisión
| Año         | Título                              | Personaje             | Notas                                                        |
| ----------- | ----------------------------------- | --------------------- | ------------------------------------------------------------ |
| 2025        | Dept.Q                              | Claire Marsh          | Primera temporada                                            |
| 2016        | Happy Valley                        | Frances Drummond      | Segunda temporada                                            |
| 2014        | Jamaica Inn                         | Hannah Davey          | 3 episodios - miniserie                                      |
| 2013        | Southcliffe                         | Claire Salter         | 4 episodios - miniserie                                      |
| 2011        | Bob Servant Independent             | Kirsty                | episodio "Women and God" - miniserie                         |
| 2011        | Death in Paradise                   | D.S. Angela Young     | episodio # 1.6                                               |
| 2011        | The Crimson Petal and the White     | Mrs. Emmeline Fox     | 4 episodios - miniserie                                      |
| 2008        | Agatha Christie's Marple            | Honoria Waynflete     | episodio "Murder Is Easy"                                    |
| 2006        | Doctor Who                          | Ursula Blake          | episodio "Love & Monsters"                                   |
| 2005        | ShakespeaRe-Told                    | Kate Minola           | episodio "The Taming of the Shrew" - miniserie               |
| 2005        | Nova                                | Mileva Maric          | episodio "E=mc²: Einstein's Big Idea"                        |
| 2003        | Charles II: The Power & the Passion | Catharine de Braganza | 4 episodios - miniserie                                      |
| 2001        | The Way We Live Now                 | Marie Melmotte        | 4 episodios - miniserie                                      |
| 2001        | In a Land of Plenty                 | Anne Marie            | episodio # 1.5                                               |
| 2000        | Animated Tales of the World         | Malmhin               | episodio "The Green Man of Knowledge: A Story from Scotland" |
| 1995 - 1997 | Hamish Macbeth                      | Isobel Sutherland     | 19 episodios                                                 |
| 1994        | The Bill                            | Kelly Rogers          | episodio "Down and Out"                                      |
| 1991        | Clarissa                            | Sally                 | 3 episodios                                                  |
| 1991        | Screen Two                          | Pauline               | episodio "Dreaming"                                          |
| 1990        | Casualty                            | Denise                | episodio "Results"                                           |
| 1990        | Wish Me Luck                        | Sylvie Schneider      | 5 episodios                                                  |
| 1987        | Shadow of the Stone                 | Elizabeth Findlay     | episodio # 1.1                                               |

### Películas
| Año  | Título                                           | Personaje         | Notas                                                                                                 |
| ---- | ------------------------------------------------ | ----------------- | --- |
| 2025 | Bridget Jones: Mad About the Boy                 | Jude              | |
| 2022 | See How They Run                                 | Agatha Christie   | |
| 2019 | Star Wars: Episodio IX - El ascenso de Skywalker | Babu Frik         | Voz                                                                                                   |
| 2019 | Greed                                            |                   | |
| 2018 | Stan & Ollie                                     | Lucille Hardy     | |
| 2017 | T2: Trainspotting                                | Gail Houston      | |
| 2017 | Never Steady, Never Still                        | Judy              | |
| 2017 | Okja                                             | Jennifer          | |
| 2016 | Bridget Jones's Baby                             | Jude              | |
| 2015 | Tale of Tales                                    | Imma              | |
| 2013 | The Look of Love                                 | Rustie Humphries  | |
| 2013 | In Secret                                        | Suzanne           | |
| 2013 | Filth                                            | Bunty             | |
| 2012 | Everyday                                         | Karen             | |
| 2012 | Anna Karenina                                    | Meme Kartasov     | |
| 2010 | Meek's Cutoff                                    | Glory White       | |
| 2010 | The Nutcracker in 3D                             | The Nutcracker    | Papel de voz                                                                                          |
| 2009 | Life During Wartime                              | Joy               | junto a Paul Reubens, Ally Sheedy, Allison Janney, Ciarán Hinds, Chris Marquette y Charlotte Rampling |
| 2008 | Wild Child                                       | Matron            | junto a Emma Roberts, Alex Pettyfer, Natasha Richardson, Aidan Quinn, Kimberley Nixon y Juno Temple   |
| 2006 | Marie Antoinette                                 | Sophie de Francia | junto a Kirsten Dunst, Jason Schwartzman, Judy Davis, Rip Torn, Rose Byrne y Danny Huston             |
| 2005 | Harry Potter and the Goblet of Fire              | Myrtle la llorona | junto a Daniel Radcliffe, Emma Watson, Rupert Grint y David Tennant                                   |
| 2005 | Frozen                                           | Kath              | junto a Richard Armitage, Sean Harris, Roshan Seth, Ger Ryan, Ralf Little, Jamie Sives y Shireen Shah |
| 2004 | Bridget Jones: The Edge of Reason                | Jude              | junto a Renée Zellweger, Colin Firth, Gemma Jones, Jim Broadbent, James Faulkner y Celia Imrie        |
| 2003 | Intermission                                     | Sally             | junto a Colin Farrell, Cillian Murphy, Kelly Macdonald, Colm Meaney y Brian F. O'Byrne                |
| 2002 | Harry Potter and the Chamber of Secrets          | Myrtle la llorona | junto a Daniel Radcliffe, Emma Watson y Rupert Grint                                                  |
| 2002 | 24 Hour Party People                             | Lindsay Wilson    | junto a Steve Coogan, John Thomson, Paddy Considine, Lennie James y Andy Serkis                       |
| 1999 | Topsy-Turvy                                      | Leonora Braham    | junto a Jim Broadbent, Allan Corduner, Timothy Spall y Lesley Manville                                |
| 1996 | Trainspotting                                    | Gail Houston      | junto a Ewan McGregor, Ewen Bremner, Robert Carlyle y Kevin McKidd                                    |

### Teatro
| Año  | Obra                          | Personaje | Director (a)  | Teatro              | Notas                                                               |
| ---- | ----------------------------- | --------- | ------------- | ------------------- | ------------------------------------------------------------------- |
| 2002 | Close Your Eyes               | -         | -             | -                   | -                                                                   |
| 1999 | Anna Weiss                    | Lynn      | -             | Whitehall Theatre   | -                                                                   |
| 1999 | Shining Souls                 | Mandy     | -             | Old Vic Theatre     | -                                                                   |
| 1999 | The Maiden Stone              | Mary      | -             | Hampstead Theatre   | -                                                                   |
| 1996 | The Life of Stuff             | Evelyn    | -             | Traverse Theate     | -                                                                   |
| 1994 | The Mill on the Floss         | Maggie    | Nancy Meckler | Tricycle Theatre    | junto a Simeon Andrews, Michael Matus, Buddug Morgan y Simon Robson |
| 1993 | Romeo & Juliet                | Juliet    | -             | Citizens' Theatre   | -                                                                   |
| 1993 | Lions in the Street           | Isobel    | -             | Hampstead Theatre   | -                                                                   |
| 1990 | Eurydice                      | -         | -             | Minerva Theate      | -                                                                   |
| 1989 | My Mother Said I Never Should | Rosie     | -             | Royal Court Theatre | -                                                                   |
| 1988 | The Winter's Tale             | Perdita   | -             | National Theatre    | -                                                                   |
| 1988 | The Tempest                   | Miranda   | -             | National Theatre    | -                                                                   |
| 1987 | Entertaining Strangers        | Fanny     | -             | National Theatre    | -                                                                   |

## Premios y nominaciones
| Año  | Categoría                                                                                   | Premio                                               | Trabajo                      | Resultado |
| ---- | ------------------------------------------------------------------------------------------- | ---------------------------------------------------- | ---------------------------- | --------- |
| 2014 | Best Supporting Actress                                                                     | BAFTA TV Award                                       | Southcliffe                  | Nominada  |
| 2013 | Best Supporting Actress                                                                     | British Independent Film Award                       | Filth                        | Nominada  |
| 2010 | Best Ensemble Cast (junto a Ally Sheedy, Allison Janney, Ciarán Hinds & Charlotte Rampling) | Gotham Award                                         | Life During Wartime          | Nominados |
| 2006 | Best Actress                                                                                | Cherbourg-Octeville Festival of Irish & British Film | Frozen                       | Ganó      |
| 2005 | Best Actress in a Scottish Film                                                             | BAFTA Scotland Award                                 | Frozen                       | Ganó      |
| 2005 | Best Actress                                                                                | Marrakech International Film Festival Award          | Frozen                       | Ganó      |
| 2005 | Special Mention                                                                             | Créteil International Women's Film Festival Award    | Frozen                       | Ganó      |
| 2005 | Best Supporting Actress                                                                     | Chlotrudis Award                                     | Wilbur Wants to Kill Himself | Nominada  |
| 2005 | Best Actor - Female                                                                         | RTS Television Award                                 | Dirty Filthy Love            | Nominada  |
| 2005 | Best Ensemble Cast (junto a Danny Nucci, Dan Hedaya, Gerald Lepkowski & Vincent Pastore)    | Angel Film Award                                     | American Cousins             | Ganó      |
| 2004 | Feature Film - Best Actress - Comedy                                                        | Jury Award                                           | American Cousins             | Ganó      |
| 2004 | British Supporting Actress of the Year                                                      | ALFS Award                                           | Intermission                 | Nominada  |
| 2003 | Short Film                                                                                  | Mademoiselle Ladubay Award                           | The Girl in the Red Dress    | Ganó      |
| 2003 | British Supporting Actress of the Year                                                      | ALFS Award                                           | 24 Hour Party People         | Nominada  |
| 2003 | Best Actress                                                                                | Golden Wave Award                                    | Wilbur Wants to Kill Himself | Ganó      |
| 2003 | Best Supporting Actress                                                                     | British Independent Film Award                       | Wilbur Wants to Kill Himself | Nominada  |
| 2003 | Best Actress                                                                                | Cherbourg-Octeville Festival of Irish & British Film | American Cousins             | Ganó      |
| 2002 | Best Actress                                                                                | British Independent Film Award                       | Villa des roses              | Nominada  |
| 2002 | Best Actor - Female                                                                         | RTS Television Award                                 | The Way We Live Now          | Nominada  |
| 2001 | British Supporting Actress of the Year                                                      | ALFS Award                                           | Topsy-Turvy                  | Nominada  |